# Franciszek Kędziora
Franciszek Kędziora (ur. 11 maja 1936 w Przeworsku, zm. 11 lutego 2007 w Wałczu) – polski duchowny katolicki, kapelan wojskowy w stopniu podpułkownika.

## Życiorys
Urodził się 11 maja 1936 w Przeworsku jako syn Ignacego i Marii ze Świtalskich. Ukończył miejscową szkołę podstawową i Liceum Ogólnokształcące. 29 sierpnia 1953 wstąpił do Zakonu Bernardynów. 30 sierpnia 1954 złożył czasową profesję zakonną. W 1958 rozpoczął naukę w Wyższym Seminarium Duchownym oo. Bernardynów w Kalwarii Zebrzydowskiej. Po czterech latach nauki 28 czerwca 1962 otrzymał święcenia kapłańskie w Krakowie z rąk abpa Karola Wojtyły, poprzedzone ślubami wieczystymi 19 kwietnia 1959.
Duszpasterzował kolejno w następujących parafiach: Olsztynie, Opatowie Kieleckim, Rzeszowie, Łodzi i Warszawie. W 1972 ukończył studia na Katolickim Uniwersytecie Lubelskim uzyskując tytuł magistra teologii.
W 1982 podjął posługę w Ordynariacie Polowym Wojska Polskiego. 1 czerwca 1982 rozpoczął służbę wojskową w stopniu kapitana pracując w Warszawie w Generalnym Dziekanacie Wojska Polskiego. Posługę duszpasterską kontynuował jako wikariusz w garnizonach: Szczecin, Lublin. W 1987 wystąpił do bpa Bolesława Pylaka z prośbą o inkardynowanie do diecezji lubelskiej. Od 1990 pełnił obowiązki duszpasterskie jako proboszcz garnizonu Chełmno.
1 lipca 1992 został skierowany do garnizonu Wałcz, gdzie został proboszczem Parafii Wojskowej pw. św. Franciszka z Asyżu, erygowanej 21 stycznia 1993. Rónocześnie został mianowany pierwszym kapelanem w powojennej historii Garnizonu Wałcz. Pierwsze Msze Święte początkowo odprawiał w pomieszczeniach szkoleniowych pułku zmechanizowanego, a następnie aż do 1996 w 2 zestawionych razem namiotach technicznych.
Zaangażowanie ks. Franciszka Kędziory doprowadziło do wzniesienia Kościoła garnizonowego pw. św. Franciszka z Asyżu.
W grudniu 1996 odprawił pierwszą Mszę. 14 czerwca 1995 ksiądz ppłk Kędziora został inkardynowany do Ordynariatu Polowego Wojska Polskiego. 1 września 1997 ze względu na wiek przeszedł do rezerwy. Mimo to, dalej społecznie pełnił społecznie funkcję kapelana 107 Szpitala Wojskowego w Wałczu aż do 2002.
Zmarł 11 lutego 2007. Pochowany został w rodzinnym grobowcu na Starym Cmentarzu w Przeworsku. Uroczystościom pogrzebowym przewodniczył bp polowy Tadeusz Płoski. Powiedział wówczas o Księdzu Podpułkowniku: ...kapłan dobry, skromny, wyrozumiały, łagodny a równocześnie wymagający. Zawsze był pełen radości, entuzjazmu i cieszył się zaufaniem wiernych. Zawsze szczery, delikatny o głębokiej duchowości w przeżywaniu wiary. Kochała go młodzież ta mundurowa i cywilna oraz starsi członkowie parafii. Zawsze służył najuboższym; tym, którzy byli w największej potrzebie. To dobry pasterz, kapłan – społecznik, szlachetny wychowawca i miłosierny samarytanin, który poprzez wierną posługę miłości tak bardzo zasłużył się duszpasterstwu wojskowemu.